# Сдот-Миха (мошав)
Сдот-Миха (ивр. שדות מיכה‎) — мошав недалеко от Иерусалима, в 5 километрах к северо-востоку от Бейт-Шемеша.

## История
Мошав был основан в 1955 году пятьюдесятью семьями репатриантов из Марокко. Мошав был назван в честь еврейского мыслителя и писателя Михи Бердичевского. Первый ребёнок, родившийся в мошаве, получил имя Миха.

## Население
По данным Центрального статистического бюро Израиля, население на начало 2020 года составляло 378 человек.